# 1. Slovenska liga ameriškega nogometa 2013
La 1. Slovenska liga ameriškega nogometa 2013 è stata la 4ª edizione dell'omonimo torneo di football americano.
Ha avuto inizio il 6 aprile e si è conclusa il 22 giugno con la finale vinta per 19-12 daii Ljubljana Silverhawks sui Maribor Generals.

## Squadre partecipanti
| Club                  | Città   | Stadio | Sponsor ufficiale | Risultato nella stagione 2012 |
| --------------------- | ------- | ------ | ----------------- | ----------------------------- |
| Alp Devils            | Kranj   |        |                   |                               |
| Maribor Generals      | Maribor |        |                   | Vicecampioni di Slovenia      |
| Ljubljana Silverhawks | Lubiana |        |                   | Campioni di Slovenia          |

## Stagione regolare

### Calendario (squadre impegnate nel girone Nord della Alpe Adria Football League)

#### 1ª giornata
| 6 aprile 2013 | Alp Devils | 20 – 10 (0-7 13-0 0-3 7-0) | Zagreb Raiders |  |

#### 2ª giornata
| Maribor 14 aprile 2013 | Maribor Generals | 35 – 6 | Alp Devils |  |

#### 3ª giornata
| Osijek 5 maggio 2013 | Osijek Cannons | 3 – 64 | Maribor Generals |  |

#### 4ª giornata
| 12 maggio 2013 | Zagreb Thunder | 7 – 18 | Alp Devils |  |

| Zagabria 12 maggio 2013 | Zagreb Raiders | 7 – 46 | Maribor Generals |  |

#### 5ª giornata
| 18 maggio 2013 | Osijek Cannons | 10 – 47 | Alp Devils |  |

#### 6ª giornata
| Gunclje 1º giugno 2013 | Alp Devils | 21 – 14 | Maribor Generals |  |

#### 7ª giornata
| Maribor 1º giugno 2013 | Maribor Generals | 38 – 7 | Zagreb Thunder |  |

### Classifica
La classifica della regular season è la seguente:
- PCT = percentuale di vittorie, G = partite giocate, V = partite vinte, P = partite perse, PF = punti fatti, PS = punti subiti

#### Girone Nord Alpe Adria Football League
| Pos. | Squadra          | PCT   | G | V | P | PF  | PS |
| ---- | ---------------- | ----- | - | - | - | --- | -- |
| 1    | Maribor Generals | 0.800 | 5 | 4 | 1 | 197 | 44 |
| 2    | Alp Devils       | 0.800 | 5 | 4 | 1 | 112 | 76 |

## Playoff

### Semifinale
| 15 giugno 2013 | Alp Devils | 0 – 31 | Ljubljana Silverhawks |  |

### SloBowl IV
| 22 giugno 2013 | Maribor Generals | 0 – 45 | Ljubljana Silverhawks |  |

## Verdetti
- Ljubljana Silverhawks Campioni della Slovenia 2013 (4º titolo)